# Heckerhut-Verleihung
Die Heckerhut-Verleihung wird seit 2005 in Erinnerung an den badischen radikaldemokratischen Revolutionär Friedrich Hecker vom SPD Kreisverband Konstanz an Persönlichkeiten vorgenommen, die sich um die soziale Demokratie verdient gemacht haben und für Freiheit, Gleichheit und Brüderlichkeit einstehen.

## Entstehung

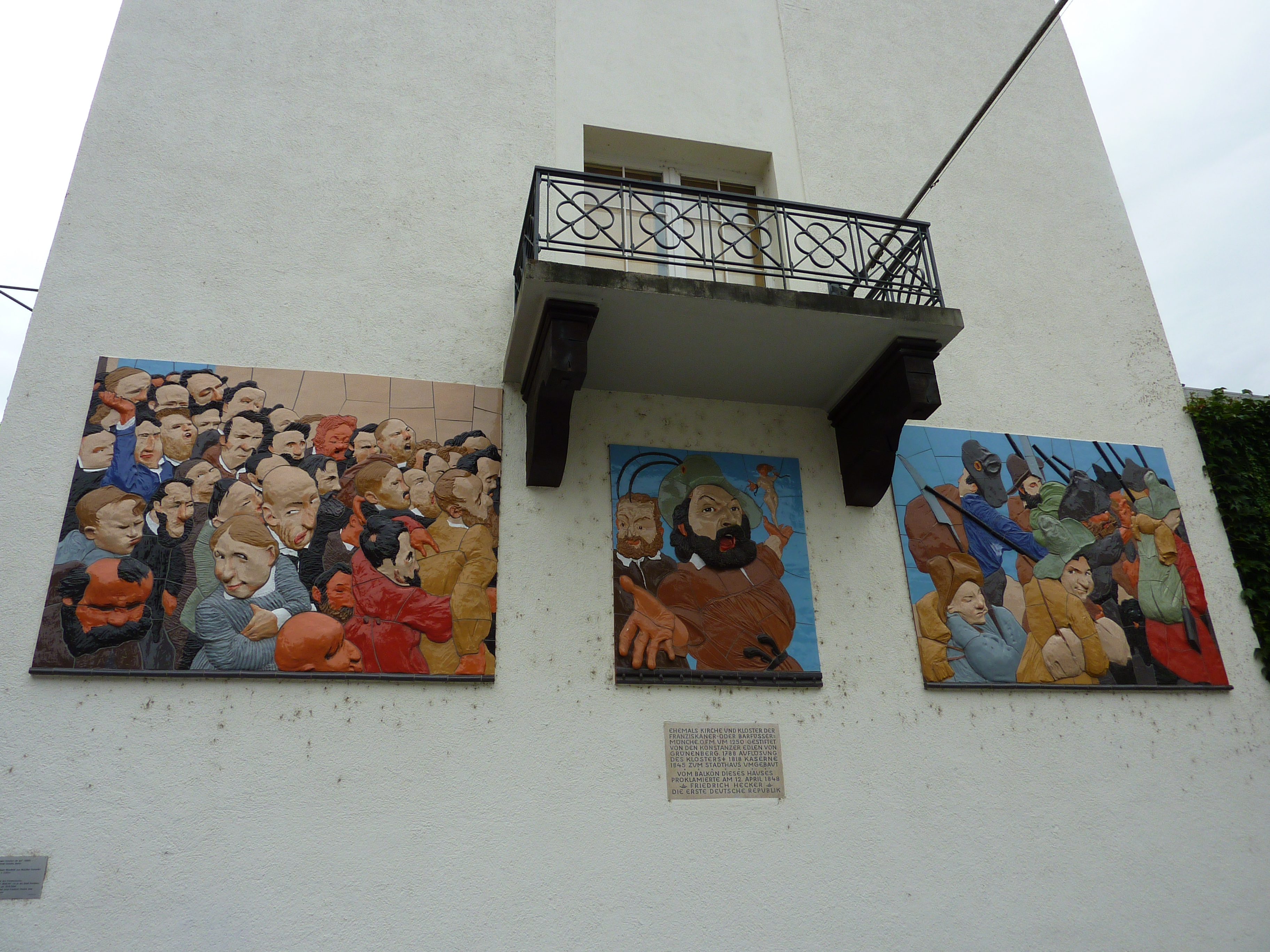
Balkon des Konstanzer Stadthauses mit Majolika-Relief von Johannes Grützke zu Hecker in Konstanz

Die Verleihung wurde durch die Initiative von Peter Friedrich begründet. Konstanz war 1848 der Ausgangspunkt des niedergeschlagenen Heckeraufstands. Ziel des Heckeraufstand war es, die Monarchie abzuschaffen und die Demokratie einzuführen. Der Heckerhut wurde von Friedrich Hecker getragen und geht auf die Hutform des Kalabresers zurück.

## Preisträger
- 2005: Rolf Böhme
- 2006: Jean Ziegler für sein Vertrauen in die Kraft des Wortes.[5]
- 2007: Götz Werner für seine Verbindung von Unternehmenserfolg und sozialer Verantwortung.[6]
- 2008: Gesine Schwan für ihre Aussöhnung mit den Menschen Polens.[7]
- 2009: Egon Bahr für sein Konzept des Wandels durch Annäherung.[8]
- 2010: Christian Ude für seine Idee vom Prinzip der solidarischen Stadt.[1][9]
- 2011: Moritz Leuenberger für seinen Einsatz für die soziale Demokratie in Europa.[10][11]
- 2012: Gabriele Warminski-Leitheußer, Kultusministerin von Baden-Württemberg
- 2014: Herta Däubler-Gmelin[12][4]
- 2019: Wolfgang Thierse für den politischen Diskurs in Deutschland[2]
- 2024: Katarina Barley